# Prince of Persia: Las dos coronas
Prince of Persia: The Two Thrones (Príncipe de Persia: Las Dos Coronas en español) es la tercera parte de la saga de las arenas del tiempo con Prince of Persia: Las Arenas del Tiempo y Prince of Persia: El Alma del Guerrero. Este juego también se lanzó a finales del 2005, y a finales del 2007 para PSP y Wii como Prince of Persia: Rival Swords.

## Enlace a la serie
En el vídeo de introducción, se muestran imágenes de un barco en el que viajan el Príncipe y Kaileena, la Emperatriz del Tiempo. Regresan de la Isla del Tiempo tras los sucesos acontecidos en Prince of Persia: El Alma del Guerrero. Ella inicia relatando: «Todos cometemos errores, algunos pequeños, otros grandes. Pero su error, cargado de inocencia y promovido por el orgullo, fue el más grande y terrible de todos. Algunos creen que cuando el Príncipe viajó a la Isla del Tiempo, para escapar de la muerte, regresó solo; el amuleto destruido, el Dahaka sometido, la Emperatriz muerta. Por fin, el Príncipe era libre... pero no fue así como sucedió. La verdad es que eligió salvarme de mi destino. Con ello me liberó...y nos condenó a todos.»
El Príncipe y Kaileena navegan en el barco rumbo a Babilonia, hogar del príncipe, para vivir juntos. Entonces vemos cómo este, intentando deshacerse de cualquier objeto que tenga que ver con las arenas, tira al agua la última reliquia de las arenas del tiempo. Detrás de él, aparece Kaileena, que le dice: «Príncipe, de todos los futuros posibles, este era el más prometedor...pero algo ha cambiado.» A lo que el Príncipe le responde: «No os preocupéis Kaileena. Ningún mal os aguarda en Babilonia, os lo prometo. Mirad, casi estamos en casa.» 
Cuando estaban llegando, descubren que Babilonia está siendo invadida, y en ese momento atacan su barco y lo destruyen. Ambos caen al agua quedando inconscientes. Kaileena llega a la orilla y el Príncipe también, pero a varios metros de distancia. El Príncipe despierta y contempla el panorama de la batalla. A lo lejos, reconoce a Kaileena, y observa cómo unos soldados la encuentran y se la llevan. Ante esta imagen, el Príncipe grita «¡Dejadla!». Y aquí es donde el jugador comienza su recorrido.

## Desarrollo de la historia
Tras la escena de introducción, el Príncipe va en busca de Kaileena. Por el camino encuentra una daga, clavada en una mesa, que luego le servirá. 
En el palacio va atravesando trampas y enemigos, hasta que llega a la sala del trono y se escucha un diálogo de alguien que se dirige a Kaileena. Ese alguien era el visir, que había revivido después de los acontecimientos de las arenas del tiempo, pues, cuando el príncipe evitó que se crearán las arenas en la entrega anterior a esta, paradójicamente dichos acontecimientos nunca ocurrieron, dando como resultado la resurrección del visir. 
Cuando viajó a la isla junto al maharajá de la India, el visir encontró el reloj de arena, la daga del tiempo y libros con secretos, se rebela contra el maharajá, lo mata y esclaviza a toda la India. Cuenta que, en un sueño, la daga cobró vida y le enseñó lo que debía hacer para conseguir la vida eterna. Mientras escucha el diálogo, el Príncipe llega a donde está Kaileena, en la terraza.
Al llegar, el Príncipe decide atacar a todos, pero un hombre bajo y rechoncho le bloquea el paso junto a una mujer (Mahasti) que le clava una cadena (la Daggertail) en el brazo izquierdo, perdiendo la daga en el acto. En ese momento Kaileena es atada y el visir, con la daga del tiempo, mata a Kaileena, convirtiéndola en las arenas del tiempo. Luego, él mismo se la clava para conseguir la vida eterna, pero se transforma en un monstruo que podía volar con el poder de las arenas, de piel dorada y unos picos alargados en la espalda que servían para atacar y para protegerse y, por si fuera poco, desata una plaga por todo el reino convirtiendo a todo su ejército en monstruos de arena. El príncipe logra romper la cadena, aunque se queda con un trozo enganchado, y va corriendo hacia la daga que se le cayó al visir mientras se transformaba. En ese momento, se derrumba todo. Aun así, recoge la daga y la clava contra la pared para intentar bajar sin morir. Después de bajar, le pide perdón a su padre en donde quiera que esté y se dirige hacia abajo del palacio, pero nada más llegar su brazo empieza a doler y cae por un agujero.
Entonces, al volver en sí, oye una voz que intenta despertarlo, y al mirarse, observa que tiene el brazo algo brillante. Se percata de que está en las cloacas e intenta salir, pero escucha una voz de procedencia misteriosa. El dolor del brazo es casi insoportable, e inesperadamente se transforma en el Príncipe Oscuro. En el camino se encuentra y lucha con varios monstruos, y tras una lucha que parecía interminable, habla con esa voz -la voz de su mitad maligna despertada por la magia de las arenas y creada por la rabia, orgullo y actos egoístas pasados del príncipe- y le pregunta si su situación es permanente, y el Príncipe responde que si él quiere lo será. Frente a esto, la voz le asegura que, al final lo querrá. 
Más tarde, el Príncipe descubre que debe alimentarse de las arenas cuando está en su forma maligna o, de lo contrario, morirá. Mientras se desarrolla la historia, llega a un estanque y cuando lo toca vuelve a su apariencia normal. Se da cuenta de que esto ocurre cada vez que toca el agua, siempre y cuando esté transformado en el Príncipe Oscuro. Pasa un tiempo y se revela que aquella voz y esa figura en la que se transforma, es su yo nunca explorado, sus sueños nunca cumplidos, y que se debe a que está infectado por las arenas a causa de la cadena.
Tras estos acontecimientos, el Príncipe emprende a buscar al visir por la ciudadela. En un momento, agarra una carroza para ahorrar tiempo, yendo por las calles de la ciudad, pero se encuentra con unos monstruos que llevan a un preso en una caja de barras de madera y lo comienzan a perseguir. A continuación, el preso escapa cayendo al suelo y rompiendo un lado de la caja con una patada, mientras que el Príncipe sigue escapando hasta que entra en la ciudad.
Más adelante, cuando iba a subir por un balcón, un enemigo intenta matarlo, pero el enemigo es asesinado por unas flechas. El príncipe intenta conocer de dónde provenían esas flechas, pero no lo consigue, así que sigue su camino. Luego, inicia una pelea contra un monstruo gigante (Klompa) que resulta ser el guardián que estaba en la terraza cuando mataron a Kaileena. Antes de enfrentarlo, el Príncipe afirma que era un monje afectado por el poder de las arenas. Al matarlo libera a unos ciudadanos, pero se comienza a transformar, y escapa por un túnel. Ya en el interior, se transforma y, tras varias horas de espera, el príncipe vuelve a la normalidad.
Pasado un tiempo, vuelve a venir un enemigo hacia él y nuevamente, unas flechas lo matan, y es entonces cuando se descubre su procedencia: Farah. Después de un tiempo, deciden aliarse para matar al visir.
Mucho más tarde, el príncipe y Farah escuchan un grito de una mujer suplicando por su vida. El príncipe, obedeciendo a su voz interior corrupta, decide hacer caso omiso, pero Farah quiere salvarla, debido a esto, se separan. Pero el príncipe, por una vez, piensa en alguien que no es él y vuelve para buscarla. El juego transcurre, hasta que la vuelve a encontrar, le dice que estaba equivocado, pero justo aparece alguien que intenta matarlos, que resulta ser Mahasti, la mujer que le clavó la cadena al príncipe. Farah se va a ayudar a los guardias mientras el príncipe se ocupa de Mahasti. El príncipe se transforma en el príncipe oscuro, consiguiendo asesinarla. Entonces, estando transformado, Farah lo ve, discuten y vuelven a separarse. 
El príncipe va tras ella para explicárselo, cuando la encuentra, ya con su apariencia normal, le dice que lo siente, entre otras cosas y siguen la búsqueda. Mientras se desarrollaba la historia en que la buscaba de nuevo, la voz del príncipe oscuro se burla de él porque dice que es blando debido a sus sentimientos. Más tarde se vuelven a separar. El príncipe, eventualmente, queda encerrado en una mina abandonada, tras seguir a Farah, aparece un monstruo de arena llamado Axe y a manera de burla le dice al príncipe "Pobre príncipe, encerrado en un edificio en llamas sin poder salir, lo siento por vos", entonces el príncipe oscuro le dice que es una trampa y que esto ocurre cuando trata de ayudar a las personas, luego se oyen gritos de los ciudadanos pidiendo ayuda y el príncipe mira una estatua con la forma de su padre y descubre que se puede mover mediante mecanismos y les pregunta a los ciudadanos dónde está la maquinaria que lo mueve, un ciudadano le responde que los mecanismos están encima de él, pero que las escaleras están rotas. El príncipe sube a los mecanismos mediante la estatua de su padre y empieza a activarlos para mover la estatua. Después de usar la estatua de su padre para destruir una puerta, libera a muchos de los ciudadanos de Babilonia, que le gratifican, y es entonces cuando aparece el anciano sabio (amigo del príncipe) y les dice a los ciudadanos que el que los salvó es el príncipe de Persia. Axe (al ver que el príncipe pudo liberar a los ciudadanos) intenta escapar en una carroza. 
El Príncipe decide coger una carroza y seguir a ese monstruo, tras lo cual lucha contra Axe y su compañero Blade, dos monstruos muy poderosos. Logra matar a Blade, pero se debilita y, Axe, al ver su amigo ha muerto, se enfurece y trata de asesinar al príncipe con su hacha. Cuando casi parecía que todas las esperanzas se habían apagado, termina de matarlos gracias a la ayuda de Farah, que se acuerda de él y vuelve a su rescate. 
Tras ello, salen del edificio donde todo había sucedido y aparece un ejército de monstruos de arena que los empiezan a perseguir hasta que los rodean. Junto a ellos, llegan los ciudadanos de Babilonia, armados con espadas, cuchillos, lanzas, tridentes y antorchas, siendo comandados por el anciano sabio, que afirma a los monstruos de arena que, al hacerle daño a Babilonia, ellos les devolverán el favor matándolos. Los ciudadanos empiezan a pelear contra estos monstruos, mientras que el príncipe se acerca al anciano sabio y, literalmente, le dice "No podéis matar a estas criaturas", a lo que el anciano sabio le responde que lleva razón, pero pueden ralentizarse mientras que el Príncipe puede ir por el visir y matarlo para acabar con la pesadilla que había azotado la ciudad. 
El Príncipe y Farah se dirigen al palacio, matando unos cuantos monstruos de arena en el camino. Nuevamente se separan y Farah logra llegar al salón del trono. Cuando se encuentran, Kaileena está encerrada al otro lado de un puente. Va a por ella, pero aparece el visir y captura a Farah para convertirla en su reina. Finalmente, el Príncipe cae debido a que el visir destruye el puente.
Cuando va cayendo se transforma en el príncipe oscuro y se salva. Entonces se da cuenta de que está en el pozo de sus ancestros. Más tarde llega al fondo del pozo donde encuentra a su padre muerto (se deduce que el visir lo mata poco antes de que el príncipe regresara de la isla del tiempo y arroja su cadáver al pozo de los ancestros). Él decide no seguir escapando de sus errores y decide afrontar las consecuencias, mientras vuelve a la normalidad, sin necesidad de tocar el agua. 
Llega a la torre superior, donde está el visir y Farah. 
Después de matar al visir clavándole la daga y liberar a Farah, aparece Kaileena (hecha de las arenas que dejó el visir y su ejército al ser destruidos), el príncipe le da la daga (al ser también de arena, esta se disuelve formando parte de ella). Kaileena libera al príncipe de la Daggertail y le dice que este mundo no se hizo para ella, pero que hay otros y encontrará su lugar como el príncipe ha encontrado el suyo, mientras ella desaparece en el viento. Cuando se disponen a irse el príncipe ve su corona, y cuando va a tomarla, aparece el príncipe oscuro y la toma antes de que él. Entonces, el príncipe empieza a atacarlo, y de repente aparece en un reino mental (en su propia mente). El príncipe oscuro dice que puede vivir sin la necesidad de arena, también le dice que él podría haber sido el rey más grande gracias a tener el poder de controlar el tiempo, que le advirtió y le repitió que no debería olvidar su misión, que él solo se dedicaba a llorar por su padre, Kaileena y Farah, y que él no había aparecido por arte de magia, que ningún visir lo conjuró, si él existía era porque el príncipe verdadero era así, que él era el príncipe de verdad (eso es lo que el príncipe oscuro le decía mientras el verdadero lo seguía en el reino mental de arena). En algunas ocasiones aparecía en lugares donde ya había estado (visiones tomadas de sus propios recuerdos). En uno de esos lugares, aparece en la habitación de Farah. Cuando vuelve al reino mental, está en una plataforma, con Farah diciéndole que no le haga caso a esas sombras, que este lugar apesta a tristeza y propósitos crueles, y que la siga. El príncipe le hace caso y siguiéndola sube por unas escaleras hacia una luz (la salida del reino mental), mientras sube se escucha al príncipe oscuro (su mitad corrupta) pidiéndole que no lo abandoné, entonces, se despierta.
Cuando se levanta, está en la torre superior con Farah. Más tarde, cuando contemplan la puesta de sol, Farah le pregunta: "¿Cómo sabías de verdad mi nombre?" (le pregunta esto porque cuando la vio por primera vez le dijo: "Farah", y él se inventó una excusa). Entonces el príncipe le dice: "Todos creen que el tiempo es como un río que fluye fuerte y seguro en una sola dirección, pero yo le he visto la cara al tiempo y os puedo asegurar que no es así. El tiempo es como un océano en la tormenta. Os preguntareis quien soy y porque digo esto. Venid y os contaré una historia como nunca antes habréis escuchado otra...".Esta frase es con la que comienza el primer juego de esta saga, Prince of Persia: Las Arenas del Tiempo, que es como si el príncipe contase toda la historia de los tres juegos otra vez. El protagonista esta vez tiene 6 mejoras de vida distribuidas en todo el mapa.

## Desarrollo y producción
Los desarrolladores de Las Dos Coronas afirmaron que estaban destinados a hacer del juego una igualdad de Ubisoft, mezclando los dos anteriores Prince of Persia. El primer juego, Las Arenas del Tiempo, fue relativamente animado en su tono, mientras que la segunda entrega, El Alma del Guerrero, fue significativamente más oscura y sombría. 
Yuri Lowenthal realizó el papel del Príncipe como actor de voz. Yuri fue también el actor de voz para el Príncipe en Las Arenas del Tiempo. El Príncipe oscuro fue interpretado por Rick Miller. Stuart Chatwood y Inon Zur, de los compositores de El Alma del Guerrero, regresaron a componer la banda sonora del juego, que ha sido alabada por "tener influencias persas, pero es mucho más épica que 'Las arenas del tiempo' ". 